# مارک اوت
مارک اوت (آلمانی: Mark Uth؛ زادهٔ ۲۴ اوت ۱۹۹۱) بازیکن فوتبال اهل آلمان است.

## عملکرد باشگاهی

### جوانان
اوت فوتبال خود را در توس لانگن، باشگاه کوچکی مستقر در جنوب کلن آغاز کرده بود. او در سال ۲۰۰۴ به باشگاه فوتبال کلن پیوست و در سال ۲۰۰۷ ویکتوریا کلن را ترک کرد.

### اف سی کلن
در سال ۲۰۰۹، او به کلن بازگشت و در سال ۲۰۱۰ به تیم دوم ارتقاء یافته و در لیگ منطقه چهارم غرب ظاهر شد. از آنجا که این باشگاه چندین مهاجم جوان دیگر داشت، تصمیم گرفته شد اوت بتواند از این باشگاه خارج شود.

### هیرنفین
در ماه مه ۲۰۱۲، اعلام شد که اوت با قراردادی سه ساله به هیرنفین پیوسته‌است.
وی در حالی که به صورت قرضی برای هراکلس آلملو در بازی مقابل والویک در ۲۸ سپتامبر ۲۰۱۳ بازی کرد، هتریک کرد.

### هوفنهایم
وی در ژوئیه سال ۲۰۱۵ برای تیم هافنهایم در بوندس لیگا قراردادی را امضا کرد. بسته به منبع، هزینه نقل و انتقالات پرداخت شده به هیرنفین۲ تا ۳ میلیون یورو گزارش شده‌است.

### شالکه ۰۴
در ژانویه سال ۲۰۱۸ اعلام شد که اوت در تابستان با انتقال آزاد به شالکه ۰۴ منتقل می‌شود. وی تا سال ۲۰۲۲ قرارداد بست.

### کلن
اعلام شد که کلن اوت از شالکه ۰۴ به عنوان بازیکن قرضی برای بقیه فصل ۲۰۱۹–۲۰۲۰ با باشگاه کلن قرارداد امضا کرده‌است.

## عملکرد بین‌المللی
اوت یک بازی برای تیم زیر ۲۰ سال آلمان به دست آورده‌است. در یک پیروزی ۳–۲ مقابل سوئیس در ۶ سپتامبر ۲۰۱۰، او در دقیقه ۶۵ به جای جنیک توسون وارد زمین شد.
در تاریخ ۵ اکتبر ۲۰۱۸، اوت برای اولین بار به تیم ملی فوتبال آلمان فراخوانده شد و در ترکیب تیمش در لیگ ملتهای یوفا برابر هلند و فرانسه حضور داشت.